# Odense Boldklub
Cet article concerne le club de football masculin. Pour le club de football féminin, voir Odense Boldklub (féminines).
Maillots
L'Odense Boldklub, couramment abrégé en « OB », est un club de football danois fondé le 12 juillet 1887 et situé à Odense au Danemark.

## Historique
- 1887 : fondation du club sous le nom de Odense Kricket Klub
- 1889 : le club est renommé OB Odense
- 1927 : 1re participation au championnat de 1re division (saison 1927/28)
- 1978 : 1re participation à une Coupe d'Europe (C1, saison 1978/79)

## Bilan sportif

### Palmarès
- Championnat du Danemark
  - Champion (3) : 1977, 1982, 1989

- Coupe du Danemark
  - Vainqueur (5) : 1983, 1991, 1993, 2002, 2007
  - Finaliste : 1974  et 2022

- Supercoupe du Danemark
  - Finaliste : 2002

- Championnat du Danemark de deuxième division
  - Champion (3) : 1947, 1957, 1999

### Bilan européen

#### Bilan
| Compétition              | P  | M  | V  | N  | D  | BP  | BC  | Diff. |
| ------------------------ | -- | -- | -- | -- | -- | --- | --- | ----- |
| Ligue des champions (C1) | 4  | 10 | 2  | 2  | 6  | 10  | 27  | -17   |
| Coupe des coupes (C2)    | 2  | 8  | 3  | 2  | 3  | 11  | 7   | +4    |
| Ligue Europa (C3)        | 10 | 58 | 23 | 16 | 19 | 102 | 77  | +25   |
| Coupe Intertoto          | 6  | 23 | 8  | 4  | 11 | 35  | 38  | -3    |
| Total                    | 22 | 99 | 36 | 24 | 39 | 158 | 149 | +9    |

#### Résultats
Légende
- Victoire ou qualification pour le tour suivant
- Match nul
- Défaite ou élimination de la compétition

Note : dans les résultats ci-dessous, le score du club est toujours donné en premier.
| Saison    | Compétition               | Tour                | Club                     | Domicile | Extérieur | Total             |
| --------- | ------------------------- | ------------------- | ------------------------ | -------- | --------- | ----------------- |
| 1978-1979 | Coupe des clubs champions | Seizièmes de finale | Lokomotiv Sofia          | 2 - 2    | 1 - 2     | 3 - 4             |
| 1983-1984 | Coupe des clubs champions | Seizièmes de finale | Liverpool FC             | 0 - 1    | 0 - 5     | 0 - 6             |
| 1993-1994 | Coupe UEFA                | 32es de finale      | Spartak Moscou           | 1 - 5    | 1 - 2     | 2 - 7             |
| 1963-1964 | Coupe des clubs champions | Seizièmes de finale | Real Madrid              | 1 - 4    | 0 - 6     | 1 - 10            |
| 1991-1992 | Coupe des coupes          | Tour préliminaire   | Galway United            | 4 - 0    | 3 - 0     | 7 - 0             |
| 1991-1992 | Coupe des coupes          | Seizièmes de finale | Baník Ostrava            | 0 - 2    | 1 - 2     | 1 - 4             |
| 1993-1994 | Coupe des coupes          | Tour préliminaire   | Publikum Celje           | 0 - 0    | 1 - 0     | 1 - 0             |
| 1993-1994 | Coupe des coupes          | Seizièmes de finale | Arsenal FC               | 1 - 2    | 1 - 1     | 2 - 3             |
| 1968-1969 | Coupe des coupes          | Tour préliminaire   | Flora Tallinn            | 3 - 0    | 3 - 0     | 6 - 0             |
| 1968-1969 | Coupe des coupes          | 32es de finale      | Linfield FC              | 5 - 0    | 1 - 1     | 6 - 1             |
| 1968-1969 | Coupe des coupes          | Seizièmes de finale | FC Kaiserslautern        | 0 - 0    | 1 - 1     | 1E - 1            |
| 1968-1969 | Coupe des coupes          | Huitièmes de finale | Real Madrid              | 2 - 3    | 2 - 0     | 4 - 3             |
| 1968-1969 | Coupe des coupes          | Quarts de finale    | Parme AC                 | 0 - 0    | 0 - 1     | 0 - 1             |
| 1995      | Coupe Intertoto           | Groupe 5            | IFK Norrköping           | 3 - 2    | N/A       | Deuxième          |
| 1995      | Coupe Intertoto           | Groupe 5            | Girondins de Bordeaux    | N/A      | 0 - 4     | Deuxième          |
| 1995      | Coupe Intertoto           | Groupe 5            | HJK Helsinki             | 2 - 1    | N/A       | Deuxième          |
| 1995      | Coupe Intertoto           | Groupe 5            | Bohemian FC              | N/A      | 2 - 0     | Deuxième          |
| 1995      | Coupe Intertoto           | Huitièmes de finale | Bayer Leverkusen         | N/A      | 2 - 5     | 2 - 5             |
| 1996-1997 | Coupe UEFA                | Deuxième tour Q     | Sliema Wanderers         | 7 - 1    | 2 - 0     | 9 - 1             |
| 1996-1997 | Coupe UEFA                | 32es de finale      | Boavista FC              | 2 - 1    | 2 - 3     | 4 - 4E            |
| 1997      | Coupe Intertoto           | Groupe 6            | FBK Kaunas               | 2 - 2    | N/A       | Cinquième         |
| 1997      | Coupe Intertoto           | Groupe 6            | Hambourg SV              | N/A      | 1 - 2     | Cinquième         |
| 1997      | Coupe Intertoto           | Groupe 6            | Leiftur Ólafsfjörður     | 3 - 4    | N/A       | Cinquième         |
| 1997      | Coupe Intertoto           | Groupe 6            | Samsunspor               | N/A      | 0 - 2     | Cinquième         |
| 2001      | Coupe Intertoto           | Deuxième tour       | AIK Solna                | 2 - 2    | 0 - 2     | 2 - 4             |
| 2002-2003 | Coupe UEFA                | Tour préliminaire   | MyPa-47                  | 2 - 0    | 0 - 1     | 2 - 1             |
| 2002-2003 | Coupe UEFA                | 32es de finale      | Celta Vigo               | 1 - 0    | 0 - 2     | 1 - 2             |
| 2003-2004 | Coupe UEFA                | Tour préliminaire   | TMVK Tallinn             | 1 - 1    | 3 - 0     | 4 - 1             |
| 2003-2004 | Coupe UEFA                | 32es de finale      | Étoile rouge de Belgrade | 2 - 2    | 3 - 4     | 5 - 6             |
| 2004      | Coupe Intertoto           | Premier tour        | Ballymena United         | 7 - 0    | 0 - 0     | 7 - 0             |
| 2004      | Coupe Intertoto           | Deuxième tour       | Villarreal CF            | 0 - 3    | 0 - 2     | 0 - 5             |
| 2006      | Coupe Intertoto           | Deuxième tour       | Shelbourne FC            | 3 - 0    | 0 - 1     | 3 - 1             |
| 2006      | Coupe Intertoto           | Troisième tour      | Hibernian FC             | 1 - 0    | 1 - 2     | 2E - 2            |
| 2006-2007 | Coupe UEFA                | Deuxième tour Q     | Llanelli AFC             | 1 - 0    | 5 - 1     | 6 - 1             |
| 2006-2007 | Coupe UEFA                | Premier tour        | Hertha Berlin            | 1 - 0    | 2 - 2     | 3 - 2             |
| 2006-2007 | Coupe UEFA                | Groupe D            | Parme FC                 | 1 - 2    | N/A       | Quatrième         |
| 2006-2007 | Coupe UEFA                | Groupe D            | SC Heerenveen            | N/A      | 2 - 0     | Quatrième         |
| 2006-2007 | Coupe UEFA                | Groupe D            | RC Lens                  | 1 - 1    | N/A       | Quatrième         |
| 2006-2007 | Coupe UEFA                | Groupe D            | CA Osasuna               | N/A      | 1 - 3     | Quatrième         |
| 2007-2008 | Coupe UEFA                | Premier tour Q      | St. Patrick's Athletic   | 5 - 0    | 0 - 0     | 5 - 0             |
| 2007-2008 | Coupe UEFA                | Deuxième tour Q     | Dinamo Minsk             | 4 - 0    | 1 - 1     | 5 - 1             |
| 2007-2008 | Coupe UEFA                | Premier tour        | Sparta Prague            | 0 - 0 ap | 0 - 0     | 0 - 0 (3 - 4 tab) |
| 2008      | Coupe Intertoto           | Deuxième tour       | TPS Turku                | 2 - 0    | 2 - 1     | 4 - 1             |
| 2008      | Coupe Intertoto           | Troisième tour      | Aston Villa              | 2 - 2    | 0 - 1     | 2 - 3             |
| 2009-2010 | Ligue Europa              | Troisième tour Q    | Rabotnički Skopje        | 3 - 0    | 4 - 3     | 7 - 3             |
| 2009-2010 | Ligue Europa              | Barrages Q          | Genoa CFC                | 1 - 1    | 1 - 3     | 2 - 4             |
| 2010-2011 | Ligue Europa              | Troisième tour Q    | Zrinjski Mostar          | 5 - 3    | 0 - 0     | 5 - 3             |
| 2010-2011 | Ligue Europa              | Barrages Q          | Motherwell FC            | 2 - 1    | 1 - 0     | 3 - 1             |
| 2010-2011 | Ligue Europa              | Groupe H            | VfB Stuttgart            | 1 - 2    | 1 - 5     | Quatrième         |
| 2010-2011 | Ligue Europa              | Groupe H            | Getafe CF                | 1 - 1    | 1 - 2     | Quatrième         |
| 2010-2011 | Ligue Europa              | Groupe H            | BSC Young Boys           | 2 - 0    | 2 - 4     | Quatrième         |
| 2011-2012 | Ligue des champions       | Troisième tour Q    | Panathinaïkos            | 1 - 1    | 4 - 3     | 5 - 4             |
| 2011-2012 | Ligue des champions       | Barrages Q          | Villarreal CF            | 1 - 0    | 0 - 3     | 1 - 3             |
| 2011-2012 | Ligue Europa              | Groupe K            | Wisła Cracovie           | 1 - 2    | 3 - 1     | Quatrième         |
| 2011-2012 | Ligue Europa              | Groupe K            | Fulham FC                | 0 - 2    | 2 - 2     | Quatrième         |
| 2011-2012 | Ligue Europa              | Groupe K            | FC Twente                | 1 - 4    | 2 - 3     | Quatrième         |

## Personnalités du club

### Historique des entraîneurs de l'Odense BK
- Harry Conradsen : 1941
- Denis Neville (en) : 1948-1950
- Géza Toldi : 1950-1954
- Jørgen Leschly Sørensen : 1954
- Kaj Hansen : 1955-1958
- Svend Hugger (da) : 1955-1962
- Dragisa Mitic : 1962
- Jørgen Leschly Sørensen : 1963
- Richard Møller Nielsen : 1964-1968
- Børge Jacobsen : 1968
- Jack Johnson : 1968-1972
- Kaj Hansen : 1972-1974
- Richard Møller Nielsen : 1975-1985
- Walther Richter (da) : 1986-1987
- Roald Poulsen : 1988-1991
- Kim Brink (en) : 1991-1995
- Viggo Jensen : 1995-1997
- Roald Poulsen : 1997-1998
- Jens Plambech : 1998
- Torben Storm (en) : 1999-2000
- Troels Bech (en) : 2000-2002
- Uffe Pedersen (en) : 2002-2004
- Troels Bech (en) et Klavs Rasmussen (en) : 2004-2005
- Bruce Rioch : 2005-2007
- Michael Hemmingsen : 2007
- Lars Olsen : 2007-2010
- Uffe Pedersen (en) et Henrik Clausen (en) : 2010
- Henrik Clausen (en) : 2011-2012
- Poul Hansen (football manager) (en) : 2012
- Troels Bech (en) : 2012-2014
- Ove Pedersen (en) : 2014-2015
- Kent Nielsen : 2015-2018
- Jakob Michelsen (en) : 2018-2021
- Michael Hemmingsen : 2021
- Andreas Alm : 2021-oct. 2023

## Anciens joueurs
- Hans Henrik Andreasen
- Søren Berg
- Anders Møller Christensen
- Mikkel Desler
- Rasmus Falk
- Rasmus Festersen (en)
- Atle Roar Håland
- Allan Hansen
- Esben Hansen
- Henrik Hansen (en)
- Thomas Helveg
- Michael Hemmingsen
- Daniel Høegh
- Lars Høgh
- Bashkim Kadrii
- Emil Larsen
- Casper Nielsen
- Morten Skoubo
- Chris Sørensen
- Jørgen Leschly Sørensen
- Mads Toppel (en)
- Jonas Troest (en)
- Sten Grytebust
- Andreas Johansson
- Bouabid Bouden
- Mohamed El Makrini
- Karim Zaza
- Éric Djemba-Djemba
- Alphonse Tchami
- Mwape Miti
- Andrew Tembo
- Roy Carroll
- Bernard Mendy
- Arkadiusz Onyszko
- Khalilou Traoré
- Peter Utaka